# Кенцинген
Кенцинген (њем. Kenzingen) град је у њемачкој савезној држави Баден-Виртемберг. Једно је од 24 општинска средишта округа Емендинген. Према процјени из 2010. у граду је живјело 9.233 становника. Посједује регионалну шифру (AGS) 8316020.

## Географски и демографски подаци
Кенцинген се налази у савезној држави Баден-Виртемберг у округу Емендинген. Град се налази на надморској висини од 177 метара. Површина општине износи 36,9 km². У самом граду је, према процјени из 2010. године, живјело 9.233 становника. Просјечна густина становништва износи 250 становника/km².

## Међународна сарадња
| Мјесто   | Држава   | Врста сарадње | Од    |
| -------- | -------- | ------------- | ----- |
| Винковци | Хрватска | партнерство   | 2007. |
| Извор    |          |               |       |